# امارت اسلامی سومالی
امارت اسلامی سومالی، به سرزمین‌هایی در سومالی اشاره دارد که تحت کنترل و حاکمیت الشباب هستند که در سال ۲۰۰۸ قلمرو خود را به عنوان یک امارت اسلامی، اعلام کرد. هدف این امارت، کنترل و حکومت بر سومالی بود، اگرچه هنوز به رسمیت شناخته نشده است. مرزهای امارت اسلامی سومالی در طول جنگ داخلی سومالی، دستخوش تغییرات چشمگیری شده است.

### امیرها
- احمد دیریه (۲۰۱۴–اکنون)[۲]
- احمد عبدی جودان (۲۰۰۸–۲۰۱۴)[۳]